# Ma (kana)
A hiragana ま, katakana マ, Hepburn-átírással: ma, magyaros átírással: ma japán kana. A hiragana és a katakana is a 末 kandzsiból származik. A godzsúonban (a kanák sorrendje, kb. „ábécérend”) a 31. helyen áll. Dakutennel és handakutennel képzett alakja nincs.
|          | Hepburn és magyaros | Hiragana (Unicode) | Katakana    |
| -------- | ------------------- | ------------------ | ----------- |
| Alapalak | ma                  | ま (U+307E)        | マ (U+30DE) |

## Vonássorrend
|  |  |
|  |  |